# Jacques Oudart Fourmentin (DF P1)
Pour les articles homonymes, voir Fourmentin.
Le Jacques Oudart Fourmentin (DF P1) est un patrouilleur de la Garde-Côtes des douanes françaises.

Ce premier grand patrouilleur garde-côtes fait partie des moyens nautiques et aériens des garde-côtes de la douane française pour la zone maritime Manche-Mer du Nord depuis 2007.
Il porte le nom du célèbre corsaire boulonnais Jacques-Oudart Fourmentin dit Baron Bucaille, né le 22 février 1764.

## Service
Sa zone de patrouille s’étend de la frontière belge à Saint-Malo jusqu’à 24 milles des côtes françaises. Il est basé à Boulogne sur mer car c'est là que la densité de navigation dans la Manche est la plus importante.
Ses trois missions principales sont :
- la réglementation sur les zones de pêche et la fiscalité des bâtiments commerciaux ;
- le contrôle de l’immigration illégale ;
- le trafic de drogue.

Le marquage AEM est peint de chaque bord, sur son avant (Action de l'État en Mer) . Il s'agit de trois bandes inclinées bleu, blanc, rouge. 

### Drôme
Sur la plage arrière :
- un zodiac pour les visites de petits navires
- un semi-rigide d'interception "Hurricane" (490 cv pour une vitesse de 40 nœuds)